# 〜聖魔導物語〜
『〜聖魔導物語〜』（せいまどうものがたり）は、2013年3月28日発売のPlayStation Vita用ソフト。ダンジョン探索型RPG。発売元はコンパイルハート（販売はアイディアファクトリー）、開発はコンパイルハートおよびゼロディブ。また、開発協力として『魔導物語』の知的財産権を持つD4エンタープライズの社名が記載されている。

## 概要
D4エンタープライズ初のパッケージ用の完全新作ゲームタイトルソフトであり、同時にコンパイルハートが営業権を取得して以降初めて発売された旧コンパイルのRPG『魔導物語』シリーズの完全新作である。
「魔導物語★新生」という見出しで、旧作から登場キャラクターが一新されており、新キャラクターのププルが主人公になっている。なお、旧作のキャラクターはモンスターも含め一切登場しない。
本作はローグライクゲームであり、従来の『魔導物語』シリーズではなく、派生作品の『わくわくぷよぷよダンジョン』に近いシステムを採用している。製作者は、ププルが動き回ることを前提にしたキャラクターが表示される3DダンジョンRPGとしている。
また、本作の挿入歌を担当したSHAKEのメンバー・早乃香織は、主人公ププルの同級生リーカの声を当てており、優等生すぎてキャラクターをつかむのが大変だったとトークショーの中で振り返っている。
通常版の他に、「スペシャルシチュエーションCD」や「設定資料集」などの特典が付属した限定版、オンライン配信によるダウンロード版も同時発売。また、ゲーム発売日と同日に、全25曲を収録した『〜聖魔導物語〜 オリジナルサウンドトラック』もZIZZ STUDIOより発売された。2013年4月16日には体験版が無料配信開始。ゲーム本編に対する不具合修正のバージョンアップや、ダウンロードコンテンツ（一部有料）の配信も何度か行われている。
欧米でも『Sorcery Saga: Curse of the Great Curry God』として、アメリカではAksys Gamesより2013年12月10日に、ヨーロッパではRising Star Gamesより2014年2月21日に、それぞれ発売された。同作の限定版においては、オリジナルのよだれかけとプラスチックのサラとスプーンのセットが特典として付属した。
また、韓国でも『성마도이야기』（訳：聖魔導物語）としてサイバーフロントコリアより2013年12月19日に発売された。

## ストーリー
魔導学園中等部の卒園試験で「魔導の塔」に挑んだププルは、試験の課題である魔導球でなく、伝説の魔導カレーのレシピと謎の生き物「くぅちゃん」を連れて塔を出てしまう。卒業どころか停学になってしまったププルは潰れそうな近所のカレー屋を救うために、伝説の魔導カレーに必要な4つの「究極食材」を捜し求める旅に出る。

## 登場人物
カッコ内は『Sorcery Saga: Curse of the Great Curry God』での名称。
ププル (Pupuru)
声：小倉唯
本作の主人公。一人称「ボク」の、カレーが大好きな女の子。魔導学園中等部の生徒だったが、学園を停学させられ、行きつけのカレー屋を救うため「伝説の魔導カレー」を作る冒険に出る。
天真爛漫な性格をしていると同時に、トラブルメーカーでもあり、物おじしない一面もある。
くぅちゃん (Kuu)
声：山本希望
ププルが出会った謎の生物。若い女に撫でられることが好きだが、男に対しては厳しい態度をとる。食べることが好きで、特にカレーが大好物である。
プニィ (Puni)
声：石原夏織
人が発する「カレー電波」を「プニレーダー」でキャッチできると自称する不思議な女の子。「大カレー神」という神を信じており、その神に愛されているらしいププルに懐いている。
エターニャ (Etanya)
声：松永真穂
広場で占い師をしている女の子。まるで年寄りのような言動で不思議な雰囲気を持ち、古代語にも詳しい。
ギガディス (Gigadis)
声：野宮一範
魔界の若き魔王。たまたま地上にやってきた際、ププルに一目ぼれする。大の女好きで、戯れにあちこちで色々な女性に求婚している。
クリオラ (Cliora)
声：能登有沙
魔界の名家の出身の魔女で、地震に満ち溢れた性格をしている。魔王であるギガディスに惚れており、彼が惚れたププルを一方的にライバル視して究極素材の奪取を企む。
ゼオ・ウィグルゥ (Zeo Uyghur)
声：陽季想
究極の魔力を求めてさすらう闇の魔術師。目つきが悪い上に言い回しが紛らわしいので周りから変態とみなされている。
リーリカ (Lilica)
声：早乃香織
魔導学園の生徒。ププルの同級生であり友人。おしとやかなで品行方正な人柄をしており、停学処分となったププルを気にかけている。
ナーン (Naan)
声：水口まつり
そこそこ一番が雇った勇者3人組のリーダー。正義感が強く曲がったことを嫌う熱い人物であり、仲間想いな性格である一方、ドジな人物でもある。
ウードン (Udon)
声：藤本教子
勇者3人組の一人。力持ちだが温厚かつのんびりとした性格の持ち主であり、三人の中で一番の良識人。
パンナ (Panna)
声：寺門仁美
勇者3人組の紅一点。博識で理屈っぽく、人を小バカにしたような言動が多いが、世間知らずで割りと騙されやすい。
ニコリ (Nicholi)
声：古河徹人
ププルいきつけのカレー屋「スマイルカレー」の店主。儲けよりも客の笑顔第一で営業してきたが、大手カレーチェーン「そこそこ一番」に客を取られており、店を潰されそうになっている。
ゴルダール (Goldal)
声：福井宣博
大手カレーチェーン「そこそこ一番」のオーナー。料理人としても経営者としても一流であり、一代で店を大きくした凄腕の人物だが、性格は陰湿で、商売敵のニコリのもとへ嫌味を言いに行ったり、ププルから究極食材を横取りしようと画策する。
サフラン (Ms. Saffron)
声：三澤紗千香
魔導学園の先生。普段は温厚で生徒思いだが、怒ると怖い。とある誤解からププルを停学にするが、その後もププルのことを気にかけている。

## 音楽

### 主題歌
オープニングテーマ「Shiny Blue」
歌：ゆいかおり／作詞・作曲・編曲：sino
エンディングテーマ「ツナグミライ」
歌：A.m.u.／作詞：A.m.u.・江幡育子／作曲：磯江俊道／編曲：豊田リョウジ・磯江俊道

### 挿入歌
「奇天烈カルダモン〜ププルのテーマ〜」
歌：SHAKE／作詞：江幡育子／作曲：磯江俊道
「くぅちゃんのテーマ」
歌・作詞：江幡育子／作曲・編曲：磯江俊道
「The young and unequaled king 〜魔王のテーマとバッハ〜」
歌・作詞：ワタナベカズヒロ／作曲・編曲：加藤敏樹
「とろぽよ不思議少女〜プニィのテーマ〜」
歌・作詞・作曲：江幡育子／編曲：磯江俊道
「la la la città 〜街のテーマ〜」
歌・作詞：早乃香織／作曲：江幡育子／編曲：加藤敏樹
「Battle Flavourt 〜小ボスのテーマ〜」
歌：A.m.u.／作詞：渡邉カズヒロ／作曲・編曲：黒川陽介
「花信奮迅〜ラスボスのテーマ〜」
歌：早乃香織／作詞：江幡育子／作曲・編曲：大山曜
「Hobgoblin Bon Appetit 〜モンスターハウスのテーマ〜」
歌：江幡育子／作詞：渡邉カズヒロ／作曲・編曲：磯江俊道

### スタッフ
- プロデューサー：水野尚子（コンパイルハート）、原神敬幸（ゼロディブ）
- ディレクター：北野誠（コンパイルハート）、川上圭一（ゼロディブ）
- メインキャラクターデザイン：モタ／ゲストキャラクターデザイン：壱